# Villaralbo
Villaralbo község Spanyolországban,  Zamora tartományban. Villaralbo Zamora, Coreses, Villalazán, Madridanos, Moraleja del Vino és Arcenillas községekkel határos. Lakosainak száma 1805 fő (2024).

## Népesség
A település népessége az utóbbi években az alábbiak szerint változott:
| Lakosok száma | 1622 | 1669 | 1793 | 1874 | 1904 | 1915 | 1866 | 1821 | 1763 | 1805 |
|               | 2001 | 2004 | 2007 | 2009 | 2012 | 2014 | 2017 | 2019 | 2022 | 2024 |